# Tenuipalpus carlosflechtmanni
Tenuipalpus carlosflechtmanni är en spindeldjursart som beskrevs av Fabiola Feres och Hernandes 2006. Tenuipalpus carlosflechtmanni ingår i släktet Tenuipalpus och familjen Tenuipalpidae. Inga underarter finns listade i Catalogue of Life.